# Antitrogus circulifrons
Antitrogus circulifrons är en skalbaggsart som beskrevs av Britton 1978. Antitrogus circulifrons ingår i släktet Antitrogus och familjen Melolonthidae. Inga underarter finns listade i Catalogue of Life.